# 2024년 12월 죽음
다음은 2024년 12월에 사망한 저명한 인물 목록이다.
- 12월 1일 - 프랑스의 영화배우 닐스 아레스트뤼프.
- 12월 2일
  - 오스트레일리아의 테니스 선수 닐 프레이저.
  - 대만의 싱어송라이터 류자창.
  - 루마니아의 축구인 헬무트 두카담.
- 12월 3일 - 대한민국의 정치인 송달용.
- 12월 4일
  - 대만의 작가 경요.
  - 스웨덴의 왕녀 스웨덴 공주 비르지타.
  - 일본의 정치인 오타 세이이치.
- 12월 6일
  - 일본의 영화배우 나카야마 미호.
  - 아일랜드의 가수 디키 록.
  - 짐바브웨의 정치인 펠레케젤라 음포코.
- 12월 7일 - 대한민국의 음악가 김홍탁.
- 12월 9일 - 일본의 아나운서 오구라 토모아키.
- 12월 10일 - 미국의 야구인 로키 콜라비토.
- 12월 11일 - 일본의 작곡가 마미야 미치오.
- 12월 12일
  - 대만의 국방장관 리톈위.
  - 대한민국의 외교관 박준우.
  - 독일의 영화감독 볼프강 베커.
  - 프랑스의 음악가 마르시알 솔랄.
  - 대한민국의 방송인 오창훈.
- 12월 13일
  - 아일랜드의 작가 찰스 핸디.
  - 미국의 역사학자 카터 에커트.
- 12월 14일 - 루마니아의 영화배우 미르체아 디아코누.
- 12월 15일
  - 대한민국의 정치인 김기형.
  - 인도의 음악가 자키르 후세인.
- 12월 16일
  - 미국의 농구인 딕 반 아스데일.
  - 미국의 노동경제학자 리처드 이스털린.
  - 보스니아 헤르체코비나의 군인 엔베르 하지하사노비치.
- 12월 17일
  - 미국의 언어학자 윌리엄 라보프.
  - 대한민국의 정치인 손세일.
  - 대한민국의 소설가 정아은.
  - 스페인의 영화배우 마리사 파레데스.
- 12월 18일
  - 독일의 육상선수 클라우스 볼퍼만.
  - 대한민국의 기업인 서동욱.
- 12월 20일
  - 대한민국의 정치인 박종우.
  - 미국의 야구인 리키 헨더슨.
- 12월 21일 - 미국의 영화배우 아트 에반스.
- 12월 22일 - 대한민국의 시사평론가 유창선.
- 12월 24일 - 수리남의 고위정치인, 제8대 대통령 데시 바우테르서.
- 12월 25일 - 일본의 사업가 스즈키 오사무.
- 12월 26일
  - 미국의 래퍼 OG 마코.
  - 일본의 연쇄살인범 가케히 지사코.
  - 인도의 정치인 만모한 싱.
  - 미국의 신학자 존 캅.
- 12월 27일
  - 캐나다의 영화배우 데일 헤이든.
  - 미국의 영화감독 찰스 샤이어.
  - 잉글랜드의 영화배우 올리비아 핫세.
- 12월 28일 - 미국의 화학자 마르틴 카르플루스.
- 12월 29일
  - 미국의 영화배우 린다 래빈.
  - 러시아의 축구인, 군인 알렉세이 부가예프.
  - 대한민국의 소설가 송우혜.
  - 미국의 고위정치인, 제39대 대통령 지미 카터.
  - 대한민국의 피아니스트 한동일.
  - 일본의 슈퍼센티네리언 이토오카 토미코.
- 12월 30일
  - 대한민국의 고위정치인, 제15대 국회의장 김수한.
  - 페루의 축구인 우고 소틸.
  - 스코틀랜드의 화학자 프레이저 스토더트.
- 12월 31일
  - 대한민국의 정치인 김유진.
  - 에스토니아의 고위정치인, 제3대 대통령 아르놀드 뤼텔.